# سرطان فموي بلعومي
السرطان الفموي البلعومي، المعروف أيضًا باسم سرطان الخلايا الحرشفية الفموي البلعومي وسرطان اللوزتين، مرض سببه خلايا شاذة لديها القدرة على النمو موضعيًا ثم الانتشار إلى أماكن أخرى، تتوضع في تجويف الفم، في أجزاء من أنسجة البلعوم التي تشمل قاعدة اللسان واللوزتين والحنك الرخو والجدران.
يوجد نوعين هما: السرطان الفموي البلعومي الإيجابي لفيروس الورم الحليمي البشري، والذي ينتج عن عدوى فيروس الورم الحليمي البشري الفموي؛ والسرطان الفموي البلعومي السلبي لفيروس الورم الحليمي البشري، المرتبط باستخدام الكحول، التبغ أو كليهما.
يُشخّص عن طريق خزعة الأنسجة الشاذة المأخوذة من الحلق. يكون العلاج بالجراحة أو العلاج الكيماوي أو الشعاعي أو مزيج من تلك العلاجات.

## العلامات والأعراض
تشمل علامات وأعراض السرطان الفموي البلعومي:
- التهاب الحلق الذي يستمر لأكثر من أسبوعين.
- ألم في الحلق أو صعوبة في البلع.
- فقدان الوزن السريع غير المفسر.
- تغييرات في الصوت.
- ألم في الأذن.
- وذمة في نهاية الحلق أو الفم.
- وذمة في العنق.
- ألم خفيف خلف القص.
- السعال المستمر.
- مشاكل تنفسية.
- بحة في الصوت أو تغييرات أخرى.

## عوامل الخطر
عوامل الخطر التي يمكن أن تزيد من خطر الإصابة بسرطان الفم والبلعوم هي:

### الكبيرة
- التقبيل مفتوح الفم أو ممارسة الجنس الفموي مع شخص مصاب بعدوى فيروس الورم الحليمي البشري؛ يوجد نحو 200 نوع من فيروسات الورم الحليمي البشري والعديد منها مسببة للسرطان.[7]
- التدخين ومضغ التبغ.
- تعاطي الكحول بكثرة.

### الصغيرة
- حمية غذائية قليلة الفواكه والخضروات.
- مضغ البان (التنباك)، شائع الاستخدام في جنوب وجنوب شرق آسيا.
- تدخين الحشيش.[8]
- التعرض للأسبستوس.
- بعض التغييرات الجينية بما في ذلك: طفرات بّي53 وطفرات (بّي16).
- سوء التغذية.
- متلازمة بلومر فينسون.

### الآفات ما قبل السرطانية
- داء المبيضات المفرط التنسج المزمن.[9]
- التليف تحت المخاطي الفموي.
- التهاب اللسان.
- عسرة البلع (متلازمة باترسون كيلي براون).
- الحزاز المسطح الفموي.
- الذئبة الحمامية القرصية.

## الفيزيولوجيا المرضية
يمكن أن ينتشر السرطان بثلاثة طرق:
- يغزو السرطان الأنسجة الطبيعية المحيطة.
- يغزو السرطان الجهاز الليمفاوي وينتقل عبر الأوعية الليمفاوية إلى أماكن أخرى في الجسم.
- يغزو السرطان الأوردة والشعيرات الدموية وينتقل عبر الدم إلى أماكن أخرى في الجسم.

## التشخيص
يكون التشخيص بأخذ خزعة من الأنسجة الشاذة في البلعوم الفموي.

### تصنيف المراحل
يقدم المعهد الوطني للسرطان (2016) التصنيف التالي:

#### المرحلة 0 (سرطان موضع)
خلايا غير طبيعية في بطانة البلعوم، قد تصبح هذه الخلايا سرطانية وتنتشر إلى الأنسجة الطبيعية القريبة.

#### المرحلة 1
يكون السرطان بحجم 20 مم أو أصغر وغير منتشر خارج البلعوم.

#### المرحلة 2
يكون السرطان أكبر من 20 مم ولكن ليس أكبر من 40 مم، ولم ينتشر بعد خارج البلعوم.

#### المرحلة 3
السرطان أكبر من 40 مم ولم ينتشر خارج البلعوم.

#### المرحلة 4-إيه
ينتشر السرطان إلى الأنسجة القريبة من البلعوم، بما في ذلك الحنجرة، وسقف الفم، والفك السفلي، وعضلات اللسان، أو عضلات الفك المركزية، وربما انتشر إلى عقد ليمفاوية القريبة (واحدة أو أكثر).

#### المرحلة 4-بي
يحيط السرطان بالشريان الرئيسي في الرقبة أو قد ينتشر إلى عظام الفك أو الجمجمة، أو إلى عضلات جانب الفك، أو إلى الجزء العلوي من الحلق خلف الأنف، وربما انتشر إلى العقد الليمفاوية القريبة.
ينتشر السرطان إلى العقدة الليمفاوية التي يزيد حجمها عن 60 ملم أو إلى الأنسجة حول البلعوم.

#### المرحلة 4-سي
ينتشر السرطان إلى أجزاء أخرى من الجسم. في هذه المرحلة قد يكون الورم بأي حجم وقد ينتشر إلى الغدد الليمفاوية.

## الوقاية
فيما يتعلق بالوقاية الأولية من السرطان الفموي البلعومي الإيجابي لفيروس الورم الحليمي البشري، أظهرت اللقاحات ضد هذا الفيروس فعالية أكثر من 90% في الوقاية من العدوى الفيروس والآفات التناسلية ما قبل السرطانية. أظهر بحث أُجري في عام 2017 أن لقاح فيروس الورم الحليمي البشري يحفز مستويات الأجسام المضادة للفيروس في تجويف الفم.
فيما يتعلق بالوقاية الأولية من السرطان الفموي البلعومي إيجابي الفيروس، يجب نشر الإرشادات المتعلقة بالعادات الجنسية الفموية الآمنة. فيما يتعلق بالوقاية الأولية من السرطان سلبي الفيروس، فإن توعية الناس بمخاطر مضغ البان أوتعاطي الكحول وتدخين التبغ له أهمية كبيرة في السيطرة على السرطان الفموي البلعومي والوقاية منه.

## سير المرض
الأشخاص المصابون بالسرطان مع إيجابية الفيروس يميلون إلى تحقيق معدلات بقيا أعلى. يعتمد تشخيص المرضى على عمر الشخص وصحته ومرحلة المرض. من المهم للأشخاص المصابين إجراء فحوصات المتابعة لبقية حياتهم، إذ يمكن أن يحدث السرطان في المناطق المجاورة. بالإضافة إلى ذلك، من المهم القضاء على عوامل الخطر مثل التدخين وشرب الكحول، والتي تزيد من خطر النكس.

## التدبير
تقليديًا، يكون العلاج من خلال الجمع ما بين الجراحة والعلاج الشعاعي والعلاج الكيماوي والعلاج المناعي، ولكن مع تحسن محدود في معدلات البقاء على قيد الحياة. لم تظهر الدراسات التي تقارن آثار مجموعات العلاج المختلفة على المرضى أية أفضلية لمجموعة علاجية دون غيرها.

## المجتمع والثقافة
- في عام 1989، توفي عضو مونتي بايثون غراهام بسبب السرطان الفموي البلعومي.
- في عام 1995، توفيت الممثلة لانا تورنر بالسرطان الفموي البلعومي بعد ثلاث سنوات من التشخيص.
- في عام 2010، ذكر الممثل الأمريكي مايكل دوغلاس أنه مصاب بالسرطان الفموي البلعومي.
- في عام 2014، أصدر الموسيقار والملحن الياباني ريوتشي ساكاموتو بيانًا يشير فيه إلى تشخيص إصابته بالسرطان الفموي البلعومي في أواخر يونيو من نفس العام.
- في عام 2014، شُخّص الموسيقي الأمريكي وعازف الغيتار الإيقاعي جيسون وايت، بالسرطان الفموي البلعومي في 3 ديسمبر.
- في عام 2015، شُخّص الموسيقار البريطاني بروس ديكنسون بالمرض أيضًا، وأخذ استراحة لمدة عام من العمل أثناء خضوعه للعلاج.
- في عام 2017، شُخّص عازف الغيتار في فرقة ماو الموسيقية روب ديرهاك بالمرض، ما دفع الفرقة إلى التوقف عن العمل إلى أجل غير مسمى.[12]